# آدریان کوریا
آدریان کوریا (انگلیسی: Adrián Coria؛ زادهٔ ۲۳ مهٔ ۱۹۷۷) بازیکن فوتبال اهل آرژانتین است.
از باشگاه‌هایی که در آن بازی کرده‌است می‌توان به باشگاه ورزشی سن لورنسو آلماگرو اشاره کرد.